# هاري إيفانز واتكينز
هاري إيفانز واتكينز (بالإنجليزية: Harry Evans Watkins) هو محامي وقاضي أمريكي، ولد في 6 نوفمبر 1898 في Watson, West Virginia ‏ في الولايات المتحدة، وتوفي في 6 يونيو 1963.